# シュド・ウエスト
シュド・ウエスト（Société Nationale de Constructions Aéronautiques du Sud Ouest：南西航空機製造公社、 略称 SNCASO）は、かつてフランスに存在した航空機メーカーである。
第二次世界大戦の直前、1936年にフランス政府が民間の航空機製造会社を国営化し、統合して6つの地域公社に再編した際に設立された国営企業で、シュド・ウエストはリオレ・エ・オリビエのロシュフォール工場、ブレリオ、マルセル・ブロック、SASO (Société Aéronautique du Sud-Ouest)、UCA (Usine de Construction Aéronautique)、SAB（Société Aérienne Bordelaise）を統合したものである。また、デオルに新たに工場を新設した。

## 歴史
1940年には、同時に設立された別の国営公社SNCAO (Société nationale des constructions aéronautiques de l'ouest：西部航空機製造公社) を吸収統合した。
進取の気風に富んでおり、フランスで最初のジェット機であるシュドウェスト SO.6000 トライトンや翼端噴流式ヘリコプターであるシュド・ウエスト SO.1221の開発を手がけた。
1957年3月に別の国営公社シュド・エスト（Société Nationale de Constructions Aéronautiques du Sud Est：南東航空機製造公社、略称 SNCASE)と合併して、シュド・アビアシオンになり、1960年よりシュド・アビアシオンは超音速旅客機のシュペル・カラベルの設計を始めたが、開発コストが巨大になるため、イギリスのBACと1962年の11月コンソーシアムをつくり、超音速旅客機「コンコルド」開発を開始した。
シュド・アビアシオンはノール・アビアシオン（Nord-Aviation：北方航空事業）と1970年に合併し、アエロスパシアルになった。さらに国際的なコンソーシアムのエアバスをブリティッシュ・エアロスペース、DASAと作り、最終的には2000年7月10日にドイツのDASAとスペインのCASAと合併して共同会社EADSとなった。EADSはエアバスの親会社である。

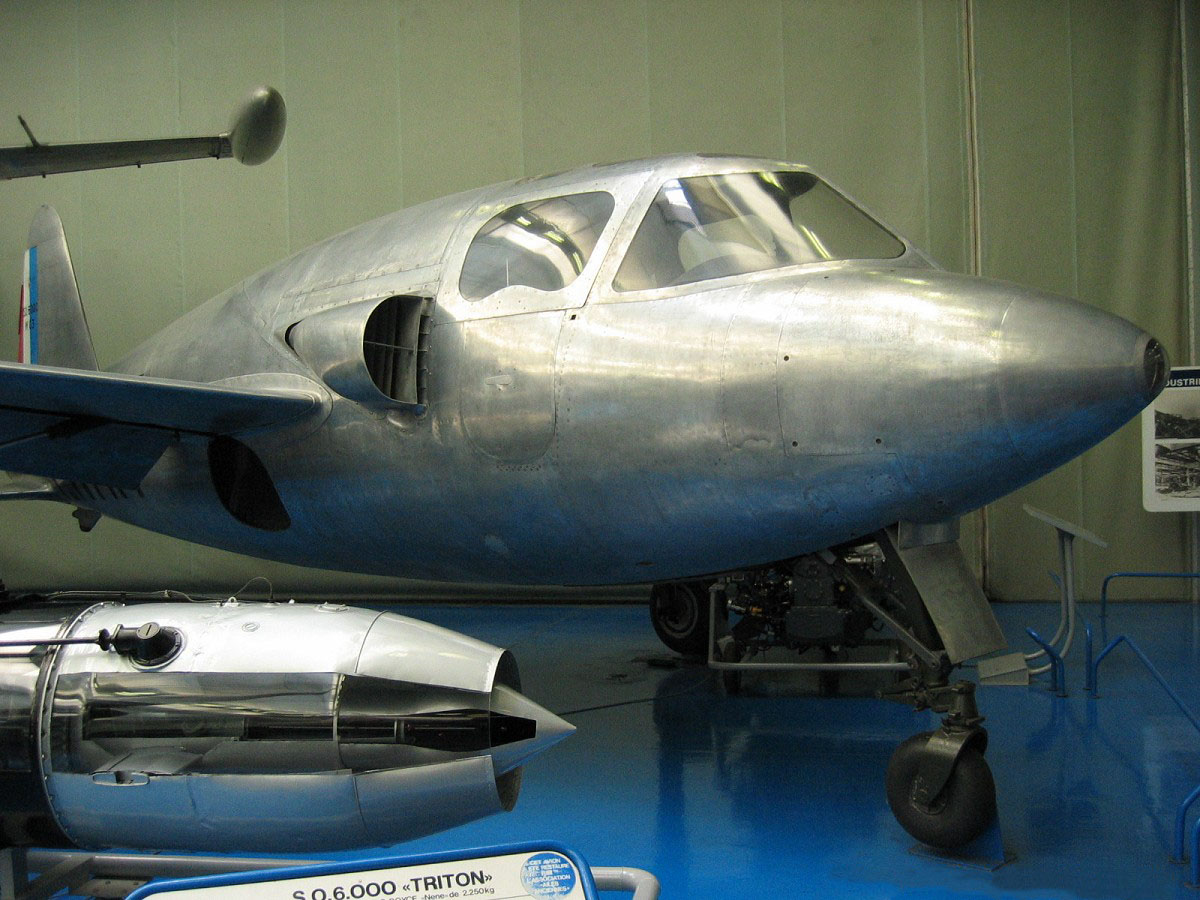
ル・ブルジェ航空宇宙博物館に展示されたSNCASO SO-6000 トライトン

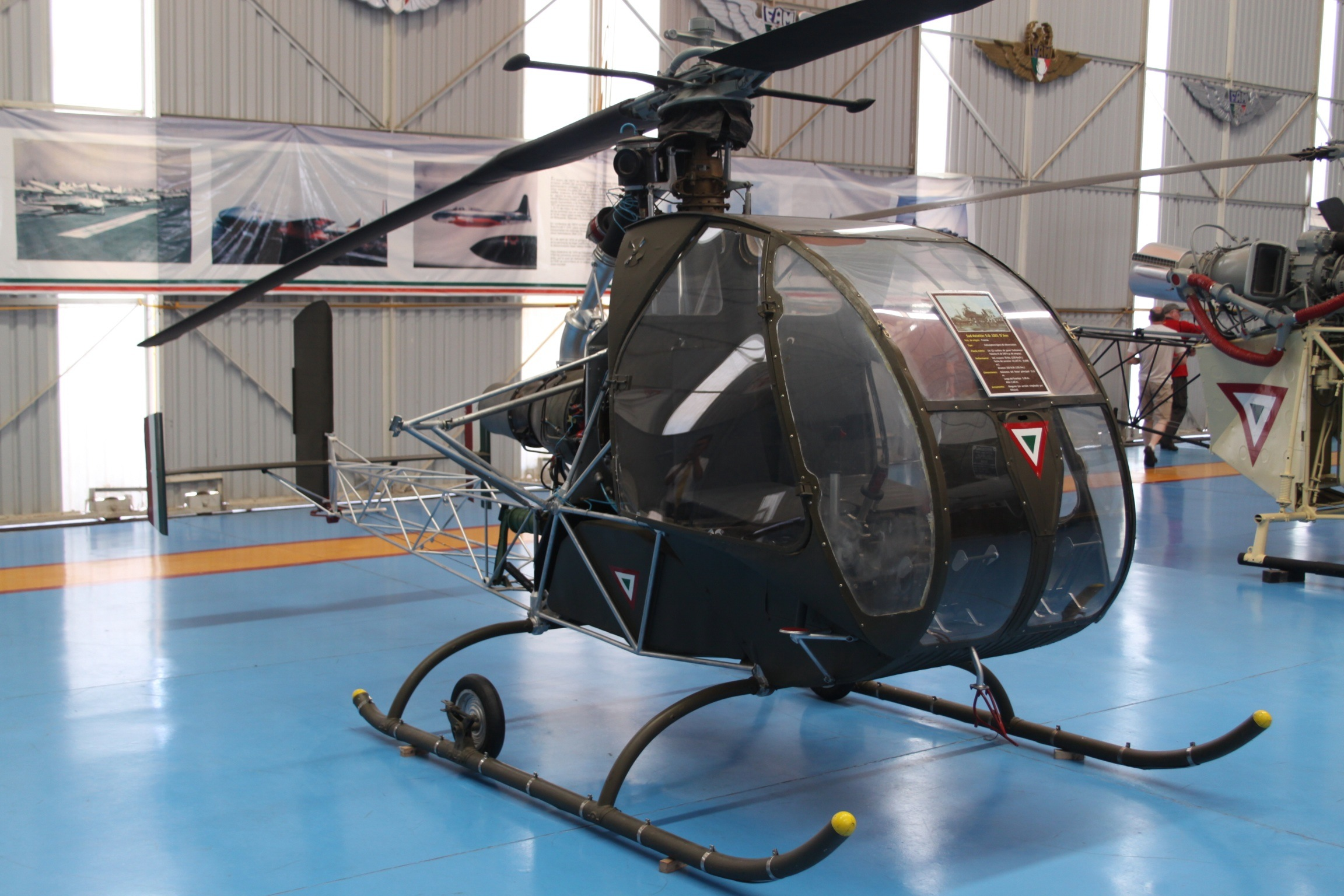
シュド・ウエスト SO.1221

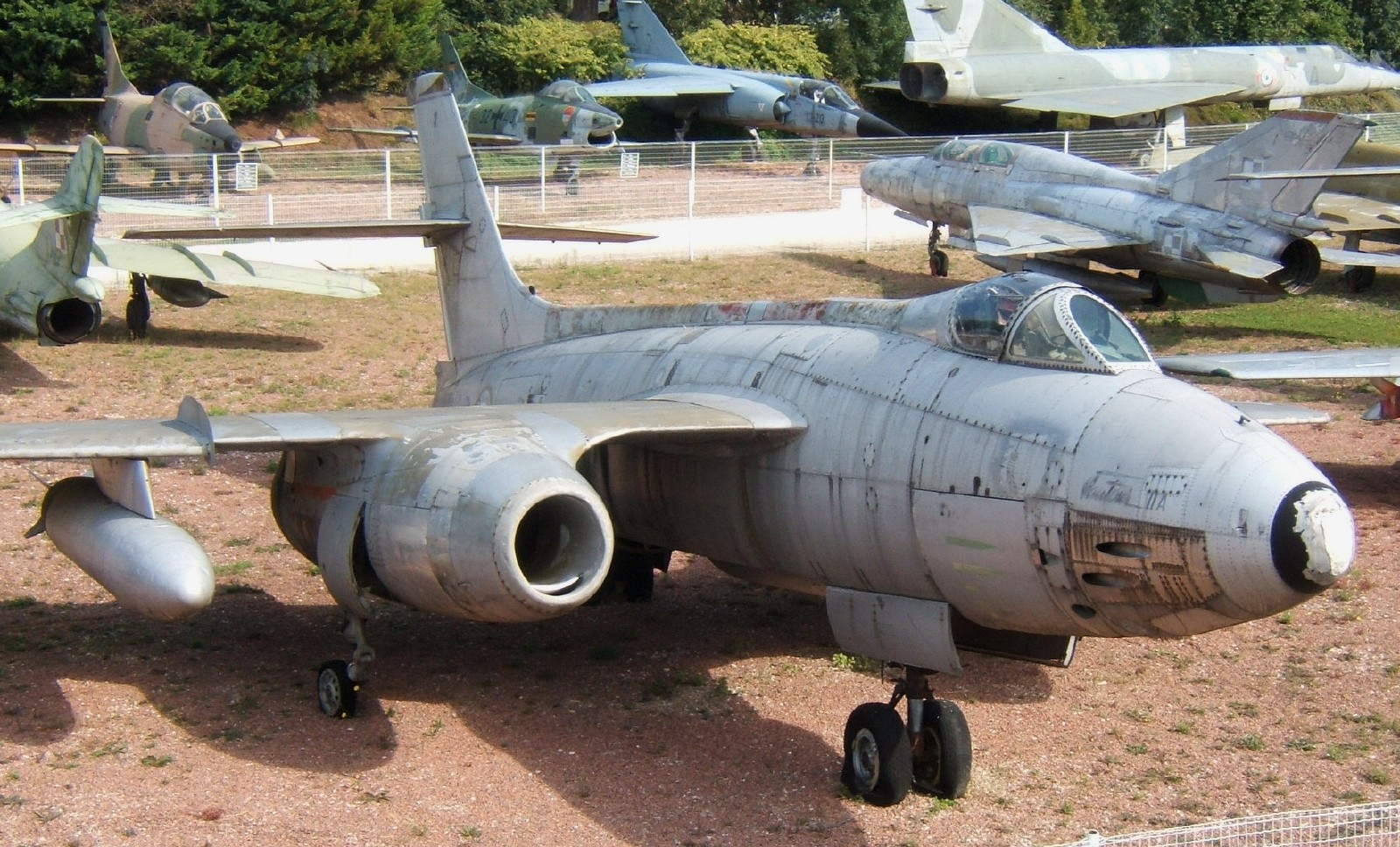
SNCASO SO-4050 ボートゥールII

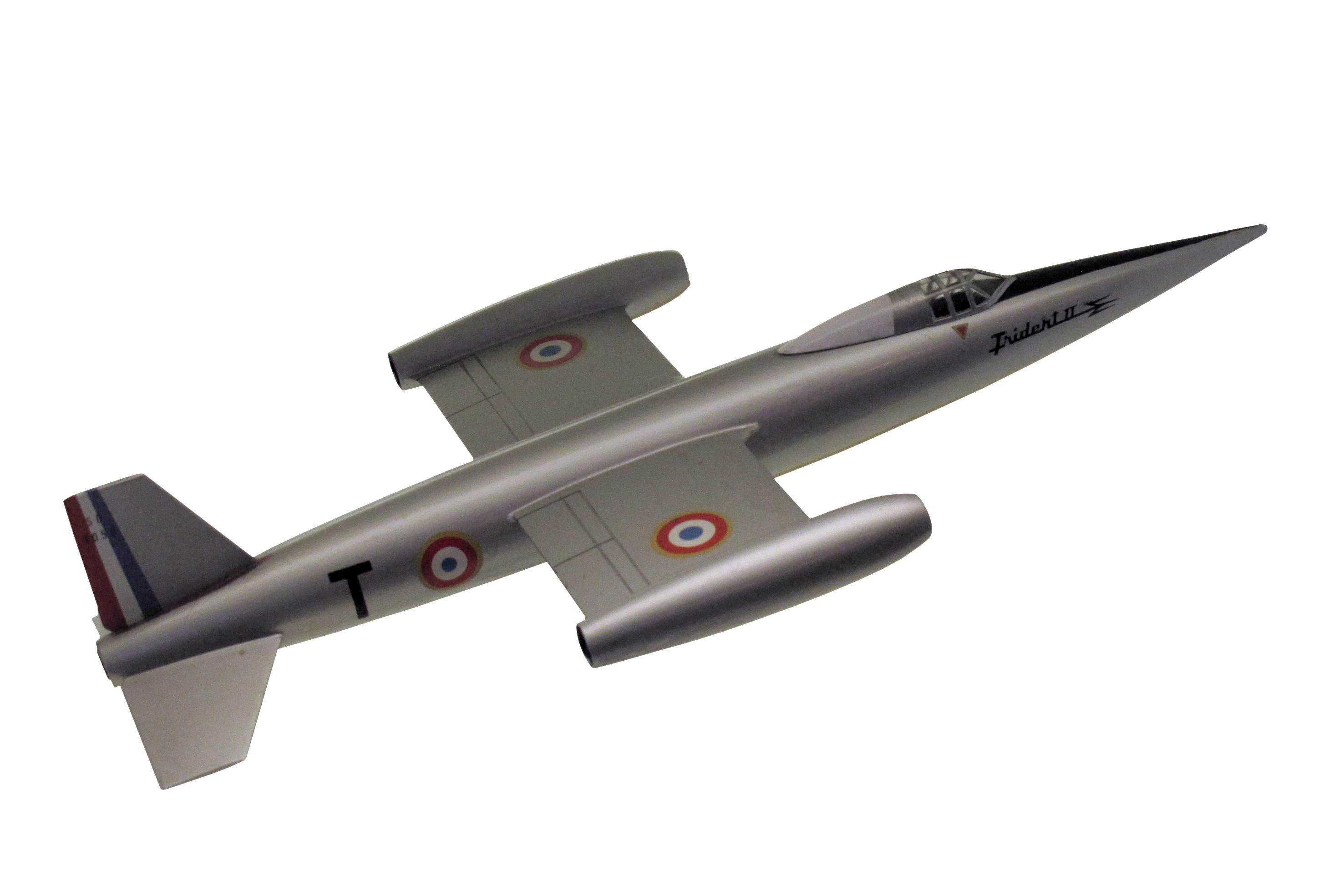
SNCASO SO-9050 トリダン

## 機体リスト
- SNCASO SO-177
- SNCASO SO-30
- SNCASO SO-80
- SNCASO SO-90 Cassiopée
- SNCASO SO-93, SO-94, SO-95 Corse
- SNCASO SO-1100 Ariel I
- SNCASO SO-1110 Ariel II
- SNCASO SO-1120 Ariel III
- SNCASO SO-1221 Djinn
- SNCASO SO-3050
- SNCASO SO-M2
- SNCASO SO-4000
- SNCASO SO-4050 Vautour II
- SNCASO SO-6000 トライトン
- SNCASO SO-6020 Espadon
- SNCASO SO-7010 Pégase
- SNCASO SO-7055 Deauville
- SNCASO SO-7060 Deauville
- SNCASO SO-8000 Narval
- SNCASO SO-9000 Trident I
- SNCASO SO-9050 Trident II, Trident III